# 진동초등학교
진동초등학교(鎭東初等學校)는 대한민국 경상남도 창원시에 있는 공립 초등학교이다.

## 연혁
- 1908년 10월 6일 사립 진명학교 개교
- 1914년 4월 1일 진동공립보통학교 개편
- 1938년 4월 1일 진동동공립심상소학교로 변경
- 1941년 4월 1일 진동성내공립국민학교로 변경
- 1945년 9월 24일 진동국민학교로 변경
- 1996년 3월 1일 진동초등학교로 변경
- 1995년 3월 1일 태봉분교장 통합 운영
- 1999년 7월 1일 상북초등학교 통합 운영

현재는 진동초로 되어있다